# Naji Shushan
Naji Said Al Shushan (ar. ناجي الشوشان, ur. 14 stycznia 1981 w Trypolisie) – libijski piłkarz grający na pozycji obrońcy.

## Kariera klubowa
Karierę piłkarską Shushan rozpoczął w klubie Olympic Azzaweya. W 2000 roku zadebiutował w jego barwach w pierwszej lidze libijskiej. W zespole tym występował do zakończenia sezonu 2003/2004, a następnie przeszedł do Al-Ittihad Trypolis. W swoim pierwszym sezonie spędzonym w Al-Ittihad wywalczył zarówno mistrzostwo kraju, jak i zdobył Puchar Libii i Superpuchar Libii. W swojej karierze jeszcze czterokrotnie zostawał mistrzem kraju w latach 2006, 2007 2008 i 2009, dwukrotnie zdobywcą pucharu kraju w 2007 i 2009 roku oraz czterokrotnie - superpucharu kraju w latach 2006, 2007 2008 i 2009.

## Kariera reprezentacyjna
W reprezentacji Libii Shushan zadebiutował w 2001 roku. W 2006 roku w Pucharze Narodów Afryki 2006 rozegrał 2 spotkania: z Wybrzeżem Kości Słoniowej (1:2) i z Marokiem (0:0).